# خانه حاجیوند
خانه حاجیوند مربوط به دوره قاجار است و در دزفول، محله سیاهپوشان واقع شده و این اثر در تاریخ ۱۷ اسفند ۱۳۸۱ با شمارهٔ ثبت ۷۹۲۱ به‌عنوان یکی از آثار ملی ایران به ثبت رسیده است.